# مویه‌گرهای ژیان‌مرغ
مویه‌گرهای ژیان‌مرغ (نام علمی: Rhytipterna) یک سرده از پرندگان خانواده مگس‌گیران ژیان‌مرغ است. آنها با چندین گونه از خانواده مرغان کدر نام مشترک «مویه‌گر» را دارند.
این سرده سه گونه دارد.